# Anshunsaurus
Anshunsaurus es un género extinto de reptil talatosaurio incluido en la familia Askeptosauridae. Sus fósiles se han encontrado en depósitos del Triásico Medio de Guizhou, China. Se conocen tres especies: la especie tipo A. huangguoshuensis (nombrada en 1999), la levemente más antigua A. wushaensis (nombrada en 2006) y la especie A. huangnihensis (nombrada en 2007).

## Descripción y especies

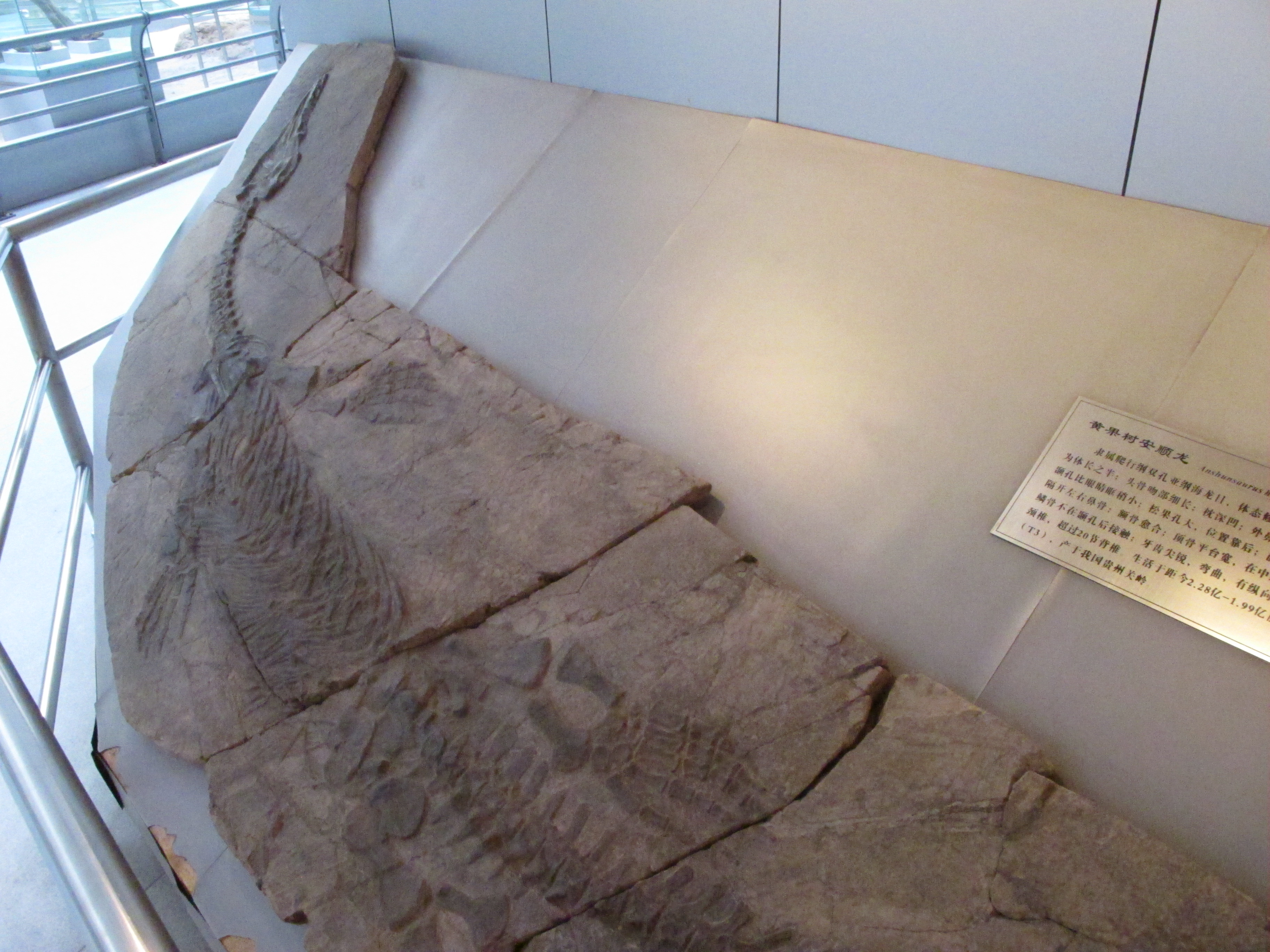
La imagen muestra un fósil de Anshunsaurus, un reptil marino del Triásico Medio. El fósil revela un esqueleto bien conservado con un cuello largo y delgado, un cráneo alargado y una cola en forma de aleta. Las extremidades son pequeñas en comparación con el cuerpo alargado del animal. Se pueden observar detalles como el hueso yugal largo en el cráneo, la fusión de los huesos postorbital y postfrontal alrededor de los ojos, y un maxilar que forma parte del borde de la órbita ocular. También se destacan un húmero con grandes crestas y un peroné alargado.
Esta imagen complementa la sección del artículo sobre Anshunsaurus y sus especies, proporcionando una visualización clara de las características descritas para A. huangguoshuensis, A. wushaensis y A. huangnihensis.

Anshunsaurus fue un reptil marino con un cuello alargado cráneo delgado y una larga cola en forma de aleta. En comparación a su alargado tronco, sus extremidades eran muy pequeñas. Anshunsaurus se caracterizaba por un largo hueso yugal en el cráneo, la fusión de los huesos postorbital y postfrontal alrededor de los ojos, un maxilar que forma parte del margen de la órbita ocular, un húmero con grandes crestas, y un peroné alargado. La especie tipo de Ansunsaurus, A. huangguoshuensis, fue nombrada en 1999 de restos de la etapa del Ladiniense o el Carniense de la Formación Falang en el condado de Guanling. Aunque se conocen varios esqueletos muy completos, muchos de los especímenes están aplastados en vista dorsal (arriba) o ventral (inferior). El holotipo de A. huangguoshuensis, IVPP V11835, está preservado en vista dorsal mientras que un segundo espécimen, IVPP V11834, está preservado en vista ventral. Basándose en estos especímenes, A. huangguoshuensis podía alcanzar los 3.5 metros de longitud. Aunque la punta no está preservada en ningún espécimen, la cola conformaba al menos la mitad de la longitud del animal.
Una segunda especie, A. wushaensis, fue nombrada en 2006 de Xingyi. A. wushaensis es levemente menor que A. huangguoshuensis y su cabeza era más pequeña en comparación a su longitud total. También tenía espinas neurales más cortas con bordes en su superficie superior, un cuarto dígito más corto en la mano, un entepicóndilo bien desarrollado en el húmero, y un hueso yugal más corto. Un espécimen juvenil de A. wushaensis fue descrito en 2007, lo que hace que Anshunsaurus sea el único talatosaurio para el que se conoce una serie ontogénica, aparte de Xinpusaurus. Las cinturas escapular y pélvica son asimétricas en este espécimen, lo que sugiere que los huesos en los lados derecho e izquierdo del animal no se osificaban en la misma medida mientras que este crecía.
En 2007 se describió la tercera especie de Anshunsaurus, A. huangnihensis, de restos hallados en Xingyi. Se la distinguió de las otras dos basándose en la forma de su coracoides, un huesos de la cintura escapular.

## Clasificación
Cuando fue descrito por primera vez en 1999, se creyó que Anshunsaurus era un sauropterigio. En 2000, Anshunsaurus fue identificado como un talatosaurio y desde entonces ha permanecido en ese grupo. Fue situado en la familia Askeptosauridae junto con el género Askeptosaurus de Europa. Ambos talatosaurios pertenecen a Askeptosauroidea, un grupo caracterizado por sus largos cuellos y cráneos estrechos. De las tres especies de Anshunsaurus, A. huangnihensis comparte más rasgos con otros talatosaurios como Askeptosaurus y Endennasaurus. Estos rasgos sugieren que A. huangnihensis es una forma transicional entre los primeros talatosaurios y las especies posteriores de Anshunsaurus.